# Денситометрія електронної хмарки

Денситометрія електронної хмарки. Інтенсивність пучка електронних променів прямо пропорційна густині електронної хмарки.

Денситометрі́я електро́нної хма́рки (англ. electron cloud densitometry) — міждисциплінарна технологія, яка використовує засади квантової механіки для отримання прямого зображення форми електронної хмарки  окремих атомів, молекул та хімічних зв'язків.

## Загальний опис
Просторовий розподіл густині електронної хмарки визначає форму, фізичні та хімічні властивості квантових об’єктів: атомів, молекул та хімічних зв’язків. Пряме пікоскопічне зображення  з точністю до 10 пікометрів виникає завдяки зсуву електронних променів (Electron beam shifting) який є прямо пропорційним густині електронної хмарки, відповідно до законів квантової механіки, як свідчить наведена далі теорія.

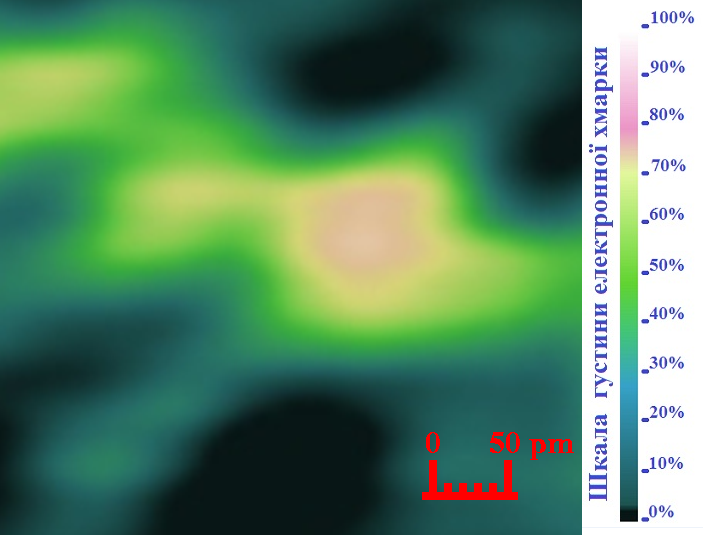
Фото електронної хмарки атома: атом вуглецю (жовтий); два сігма-зв'язки (зелені); два пі-зв'язки (синій); вільний простір (чорний). Праворуч наведено шкалу електронної густини

## Приклади
На фото надано пряме пікоскопічне зображення  електронної хмарки атома вуглецю (жовтий). Навколо атома  присутні всі чотири  валентні зв'язки: два сігма-зв'язки (зелені); два пі-зв'язки (сині). Атом оточує вільний від електронної хмарки простір (чорний). Праворуч наведено шкалу електронної густини.
Приклади прямих пікоскопічних зображень можна знайти в статтях Валентність, Сігма-зв'язок, Пі-зв'язок, Вуглецеві нанотрубки, Пентани, Графіт.

## Теорія денситометрії електронної хмари
Теорія проходження пучка електронних променів крізь електронну хмарку атома була розроблена О.П. Кучеровим зі співавторами та викладена в роботі , в роботі  теорію розвинуто на випадок просторової 3D денситометрії. Викладемо її.
Нехай хвильова функція Ψ12(q1,q2) з координатами q1,q2, описує стан системи, що складається пучка електронних променів та електронної хмарки атома. Відповідно до  принципу суперпозиції хвильова функція такої системи є добуток хвильової функції пучка електронних променів Ψ1(q1) та електронів атома Ψ2(q2):
Ψ12(q1,q2) = Ψ1(q1)Ψ2(q2).
Оберемо систему координат таким чином, що пучка електронних променів рухається вздовж вісі z, відповідно екран денситометра знаходиться в площині x,y.
Виходячи з рівняння Шредінгера хвильова функція пучка електронних променів є плоска хвиля, що розповсюджується вздовж вісі z:
Ψ1(z) =√j exp(ikz),
де j - щільність електронних променів; k - постійна для плоскої хвилі.
Знайдемо ймовірність I(x,y) знайти електрон проміння в точці x,y екрану денситометра. Для цього візьмемо інтеграл по всіх координатах плоскої хвилі та по координаті z хвильової функції електронів атома:
I(x,y) =ʃʃ Ψ12(q1,q2)  Ψ*12(q1,q2) dq1dz.
Інтеграл по координатах dq1 плоскої хвилі дорівнює j, квадрату модуля. Під інтегралом залишається густина електронної хмарки:
I(x,y) = jnʃρ(x,y,z)dz,
де ρ(x,y,z)  - ймовірність знайти електрон в обсязі dx,dy,dz атома, що задовольняє умові нормування для n всіх електронів атома:
1 = ʃʃʃρ(x,y,z)dx,dy,dz.
Зауважимо, що умова нормування повинна виконуватись для кожного з n електронів.
Візьмемо інтеграл від ρ(x,y,z)  по вісі  z:
ρ(x,y)=ʃρ(x,y,z)dz.
За визначенням  ρ(x,y)  - це густина електронної хмарки в точці x, y, усереднена по її висоті, або імовірність знайти електрон в об'ємі  (z2-z1)dxdy, де z1 - нижній край z2 - верхній край електронної хмарки атома. 
Остаточно співвідношення між інтенсивністю пучка електронних променів та густиною електронної хмарки в точці x,y  приймає вигляд:
I(x,y) = jnρ(x,y),
де n - кількість електронів у хмарці.
Вираз отримано виходячи з основ квантової механіки: в загальному вигляді був узятий інтеграл від хвильових функцій, що знайдені з рівняння Шредінгера та принципу суперпозиції.
В  результаті було показано, що проходження пучка електронних променів крізь електронну хмарку атома підкоряється наступному закону: 
 Інтенсивність пучка електронних променів, що пройшли крізь електронну хмарку атома в точці x,y прямо пропорційна густині електронної хмарки в стовпчику з підставою в точці x,y. 

## Застосування
Денситометрія електронної хмарки дозволяє доволі точно в деталях  вивчати взаємне розташування атомів у молекулі та форму хімічних зв'язків, а також слідкувати за шляхами, якими здійснюються хімічні реакції.
Як показано в огляді , денситометрія електронної хмарки дає можливість створити низку візуальних наук: хімія; молекулярна фізика; матеріалознавство; опір матеріалів; фізика напівпровідників; мікроелектроніка. А також створити візуалізацію квантових точок; візуалізацію наноматеріалів та візуальні нанотехнології. 
В результаті використання денситометрії електронної хмарки було знайдено Руденіт, який являє собою  надщільну алотропну форму вуглецю з двошаровою алмазоподібною структурою   існування якого згодом було підтверджене незалежною групою вчених . Надалі за допомогою денситометрії електронної хмарки було синтезовано цієї речовини в кількості достатньої для лабораторних досліджень .